# Timotei Cipariu
Timotei Cipariu (21. února 1805 Pănade – 3. září 1887 Blaj) byl rakouský řeckokatolický duchovní, pedagog, filolog, novinář a politik rumunské národnosti ze Sedmihradska, v 60. letech 19. století poslanec rakouské Říšské rady.

## Biografie
Působil jako filolog, novinář a pedagog. Pocházel z rolnické rodiny. V letech 1814–1825 studoval v Blaji (v letech 1816–1820 na gymnáziu, v letech 1820–1822 filozofii a v letech 1822–1825 teologii na řeckokatolické škole v Blaji. Od roku 1825 do roku 1827 vyučoval na gymnáziu v Blaji. V roce 1827 byl vysvěcen na řeckokatolického kněze a nadále byl pedagogem. Od roku 1828 vyučoval filozofii na lyceu a od roku 1830 teologii na kněžském semináři. Roku 1842 se stal kanovníkem. Po celý život působil profesně v Blaji. Byl ovlivněn myšlenkami národního obrození Rumunů. V roce 1847 založil v Blaji jedny z prvních rumunských novin v Sedmihradsku Organul Luminarii. V roce 1842 publikoval protestní list proti rozhodnutí sedmihradského sněmu ohledně zavedení maďarštiny do úřadů a škol. Během revolučního roku 1848 byl veřejně aktivní. Zpočátku podpořil reformní program maďarských liberálů a zároveň vyzýval k politické aktivizaci rumunského etnika. Odmítal navrhované spojení Sedmihradska a Uherska. V květnu 1848 se podílel na organizování rumunského sjezdu v Blaji. Publikoval politické komentáře v týdeníku Invatatorul Poporului, který byl určen pro rumunskou venkovskou populaci. V roce 1849 prchl před postupem maďarského (uherského) revolučního vojska do Munténie. Na podzim 1849 odcestoval od Vídně v rámci rumunské delegace, která požadovala od císaře uznání rumunské autonomie. Po porážce revoluce byl aktivní jako pedagog. Od roku 1854 do roku 1875 byl ředitelem gymnázia a městským školním inspektorem. Patřil mezi proponenty latinizace (romanizace) rumunského jazyka (nahrazování slovanských slov latinskými ekvivalenty). V roce 1861 spoluzakládal kulturní spolek Asociația Transilvană pentru Literatura Română și Cultura Poporului Român. V roce 1866 se stal zakládajícím členem Rumunské akademické společnosti v Bukurešti.
Počátkem 60. let se s obnovou ústavního systému vlády zapojil do vysoké politiky. V zemských volbách roku 1863 byl zvolen na Sedmihradský zemský sněm, kde setrval do roku 1864. Působil také coby poslanec Říšské rady (celostátního parlamentu Rakouského císařství), kam ho delegoval Sedmihradský zemský sněm roku 1863 (Říšská rada tehdy ještě byla volena nepřímo, coby sbor delegátů zemských sněmů). 20. října 1863 složil slib. V rejstříku poslanců pro zasedání Říšské rady po roce 1864 již není uváděn.